# Samaniego
Samaniego község Spanyolországban, Arabában. Lakosainak száma 290 fő (2024).

## Földrajza
Samaniego Laguardia, Leza, Villabuena de Álava/Eskuernaga, Baños de Ebro, Ábalos, Peñacerrada-Urizaharra és Lagrán községekkel határos.

## Népesség
A település lakosságának változását az alábbi diagram mutatja:
| Lakosok száma | 319  | 319  | 308  | 319  | 336  | 290  | 303  | 316  | 308  | 290  |
|               | 2001 | 2004 | 2006 | 2009 | 2011 | 2014 | 2016 | 2019 | 2021 | 2024 |